# Everything (datorspel)
Everything är ett simulationsspel utvecklat av David OReilly och utgivet av Double Fine Productions. Det släpptes till Playstation 4 i mars 2017 och till Microsoft Windows, Mac OS Classic samt Linux i april samma år.  

## Spelupplägg
Everything är ett simulationsspel där spelaren kan utforska ett processuellt genererat universum och kontrollera olika objekt i det. Spelaren startar som en av flera möjliga varelser och har sedan förmågan att förflytta sig. Inledningsvis kan spelaren få kontroll över en varelse eller ett föremål som är mindre än det som för tillfället kontrolleras. Detta medför att perspektivet i spelet ändras. Spelaren kan i början bara skifta till mindre och mindre objekt, ner till subatomär nivå, men har sedan möjlighet att skifta till större objekt. Spelaren kan då styra landmassor, planeter eller hela solsystem. Allt eftersom den spelarstyrda figuren rör sig och ändrar form i spelet kan andra varelser eller objekt tala till spelaren. Spelet använder ett antal nivåer av "existence" som representerar olika skalor, som spelare i sin tur kan röra sig mellan medan de skiftar till olika objekt.
När en form antas för första gången tillförs det objektet till en encyklopedi i spelet och katalogiseras. När som helst kan spelaren skifta tillbaka till en form som den tidigare styrt, men den aktuella formen får en storlek som är anpassad till den skala som råder. Om spelaren exempelvis på en gata börjar styra en planet, blir planeten en miniatyrplanet. Ett av målen i spelet är att färdigställa encyklopedin och kontrollera alla tillgängliga objekt. Då och då får spelaren höra citat från filosofen Alan Watts. Om spelaren är inaktiv skiftar spelet själv mellan olika scenerier. Om spelaren slutför spelet genom att färdigställa encyklopedin kan denna starta spelet i ett så kallat "New Game Plus"-läge, och därmed börja med ett slumpmässigt valt objekt i spelet.

## Utveckling
| Utvecklarna David OReilly och Damien Di Fede |  | Utvecklarna David OReilly och Damien Di Fede |
| Utvecklarna David OReilly och Damien Di Fede |  |                                              |

Everything utvecklades av David OReilly som tidigare har gjort spelet Mountain där spelare hade en begränsad interaktion med ett virtuellt berg. Mountain hade utvecklats med spelmotorn Unity som OReilly hade behövt lära sig. Under tiden han jobbade med Unity såg han potentialen i att efterlikna naturen med hjälp av realtidssystem inuti spelmotorn, något som blev en del av inspirationen bakom Everything.
Spelet utgavs av Double Fine Productions som också gav ut Mountain. I ett tidigt tillkännagivande beskrev OReilly spelet som "om tingen vi ser, deras förhållande, och deras perspektiv. I den här kontexten, är tingen hur vi separerar verkligheten så vi kan förstå den och prata om den med varandra". Han ansåg också Everything vara en fortsättning av teman han hade introducerat i Mountain. OReilly beskrev senare sin förhoppning till spelare: "Jag vill att Everything ska få människor att känna sig bättre av att vara vid liv. Inte som en flykt eller distrahering, eller frustration, utan som något som du skulle lämna och se världen på ett nytt sätt." Utöver Alan Watts idéer sade OReilly att Everythings ingång och berättande inkluderade österländsk filosofi, kontinental filosofi och stoicism.
Spelet utvecklades av ett team av tre personer, däribland Damien Di Fede, som assisterade OReilly i programmeringen av Mountain. I och med utvecklingslagets storlek gjordes ett flertal förenklingar i spelet. Exempelvis har varelserna inte det typiska rörelsemönstret utan förblir stilla samtidigt som de förflyttar sig genom att rulla eller snurra. Samtidigt som det gick utanför verkligheten sade OReilly att sådana beslut är "den mest intressanta lösningen på specifika problem för att skapa en helhet" för verket. OReilly drog paralleller mellan dessa animationer och de som gjordes under datoranimeringens tidiga ålder där konstnärer försökte animera en stor mängd objekt. Spelets automatiska uppspelningsfunktion som sätts igång när spelaren är inaktiv, speglade OReilly's idé att naturen själv lever på egen hand utan inblandning.

## Mottagande
Polygon gav spelet ett gott betyg och sade att det är ett "magiskt verktyg för att vara, framför att göra", samtidigt som de också nämnde dess förvillande, motsägelsefulla natur.
En trailer på 11 minuter för Everything vann juryns pris vid 2017 års Wien Kortfilmfestival. På grund av detta var den på listan över kandidater till priset för bästa animerade kortfilm på Oscarsgalan 2018, vilket gör den till det första datorspelet som kvalificerats till en Oscar.